# Ros (Valle de Santibáñez)
Ros es una localidad situada en la provincia de Burgos, comunidad autónoma de Castilla y León (España), comarca de Alfoz de Burgos, ayuntamiento de Valle de Santibáñez.

## Datos generales
En 2009 contaba con 45 habitantes.  Situado 5 km al este de la capital del municipio, Santibáñez-Zarzaguda, en la carretera local que partiendo de Miñón, en la BU-622, conduce a Las Hormazas, atravesando Los Tremellos.  En su término se encuentra el despoblado de Monesteruelo que da nombre al arroyo afluente del río Úrbel.

## Situación administrativa
Entidad Local Menor cuyo alcalde pedáneo es Nicolás Miñón Nogal del Partido Popular.

## Historia
Lugar que formaba parte de la Jurisdicción de Haza de Siero en del Partido de Castrojeriz, uno de los catorce que formaban la Intendencia de Burgos durante el periodo comprendido entre 1785 y 1833, en el Censo de Floridablanca de 1787, jurisdicción de realengo con regidor pedáneo.
Antiguo municipio de Castilla la Vieja en el Partido de Burgos código INE-09324.
En el censo de la matrícula catastral contaba con 75 hogares y 215 vecinos, denominado entonces Ros y Monasteruelo.
Entre el censo de 1981 y el anterior, este municipio desapareció porque se agrupó en el municipio 09902 Valle de Santibáñez, contaba entonces con 31 hogares y 91 vecinos.

## Demografía
| Gráfica de evolución demográfica de Ros entre 1842 y 1970 |
| |
| Población de derecho según los censos de población del INE Población de hecho según los censos de población del INEEn este censo se denominaba Ros y Monasteruelo: 1842. Entre el censo de 1981 y el anterior, este municipio desaparece porque se agrupa en el municipio Valle de Santibáñez. |

## Parroquia
Parroquia de San Roque. El titular de la parroquia es san Román.